# Leptognathia manca
Leptognathia manca är en kräftdjursart som beskrevs av Georg Ossian Sars 1882. Leptognathia manca ingår i släktet Leptognathia och familjen Leptognathiidae. Arten är reproducerande i Sverige. Inga underarter finns listade i Catalogue of Life.